# 科泽尔·麦奎因
科泽尔·麦奎因（英語：Cozell McQueen，1962年1月18日—），美国NBA联盟前职业篮球运动员。他在1985年的NBA选秀中第4轮第21顺位被密尔沃基雄鹿选中。